# Physalis hirsuta
Physalis hirsuta là loài thực vật có hoa trong họ Cà. Loài này được Dunal miêu tả khoa học đầu tiên năm 1852.